# Leptothrips brevicapitis
Leptothrips brevicapitis är en insektsart som beskrevs av Johansen 1987. Leptothrips brevicapitis ingår i släktet Leptothrips och familjen rörtripsar. Inga underarter finns listade i Catalogue of Life.